# Sibunag
Sibunag é um município de  terceira classe de renda municipal (d) na província Guimaras, nas Filipinas. De acordo com o censo de 1 de maio  de  2020 possui uma população de 23 162 pessoas e 5 787 domicílios.